# أيومي كيدا
أيومي كيدا (باليابانية: 喜田あゆ美) مواليد 7 يونيو 1966، هي مؤدية أصوات يابانية.

## الأعمال
- المحقق كونان
- كاوبوي بيباب
- كيبا
- فوشيغي يوغي
- بوركو روسو

### دبلجة
- رئيس الخدم
- سندريلا
- مختبر دكستر
- زم الفضائي
- سوات كاتس: الأسطول الرائع

## وصلات خارجية
- أيومي كيدا على موقع IMDb (الإنجليزية)
- أيومي كيدا على موقع ميوزك برينز (الإنجليزية)
- أيومي كيدا على موقع قاعدة بيانات الفيلم (الإنجليزية)
- أيومي كيدا على موقع ANN person (الإنجليزية)